# Zedelghem
Zedelghem (Zedelgem en néerlandais) est un village et commune néerlandophone de Belgique située en Région flamande dans la province de Flandre-Occidentale. Les plus vieilles mentions en référence à la ville datent de 1089.

## Sections de la commune
| # | Section        | Superf. (km2) | Habitants (2020) | Habitants par km2 | Code INS |
| - | -------------- | ------------- | ---------------- | ----------------- | -------- |
| 1 | Zedelghem (I)  | 15,87         | 7 935            | 500               | 31040A   |
| 2 | Lophem (IV)    | 12,68         | 4 898            | 368               | 31040B   |
| 3 | Veldegem (III) | 10,95         | 5 211            | 476               | 31040C   |
| 4 | Aertrycke (II) | 21,13         | 4 802            | 227               | 31040D   |

### Localités
Dans le sud-est de la section de Zedelghem se situe l'important hameau De Leeuw (V) .

### Carte

Zedelghem, sections. Les régions jaunes représentent les centres.

### Communes limitrophes
La commune fait frontière avec un grand nombre de localités :
- a. Oostcamp (commune Oostcamp)
- b. Waardamme (commune Oostcamp)
- c. Ruddervoorde (commune Oostcamp)
- d. Thourout (ville de Thourout)
- e. Wynendaele (ville de Thourout)
- f. Ichtegem (commune Ichtegem)
- g. Eernegem (commune Ichtegem)
- h. Bekegem (commune Ichtegem)
- i. Zerkegem (commune Jabbeke)
- j. Snellegem (commune Jabbeke)
- k. Saint-André (ville de Bruges)
- l. Saint-Michel (ville de Bruges)

## Héraldique
|  | La commune possède des armoiries qui lui ont été octroyées le 28 janvier 1843 et à nouveau le 24 février 1981. Elles étaient déjà utilisées par les plus anciens seigneurs de Zedelghem et ont déjà été mentionnées au XIVe siècle. La succession de Zedelghem passa aux seigneurs de Haveskerke en 1389 et ceux-ci en adoptèrent les armoiries comme les leurs. Plus tard, les familles n’ont pas adopté ces armoiries. En 1843, les armoiries historiques furent donc restaurées et confirmées après la fusion des communes en 1977. Blasonnement : D'or à un chevron de gueules chargé de trois coquilles d'argent. Source du blasonnement : Heraldy of the World. |

## Histoire
En 1945, durant la Seconde Guerre mondiale et à la Libération, le camp de prisonniers de guerre britannique de Vloethemveld a rassemblé jusqu’à 100 000 prisonniers, dont 12 000 lettons principalement engagés dans les 15e et 19e divisions de la Waffen-SS.

### Controverse
En 2018, Zedelgem érige un monument, appelé « la Ruche », à la mémoire de ces Waffen-SS lettons internés.

## Patrimoine

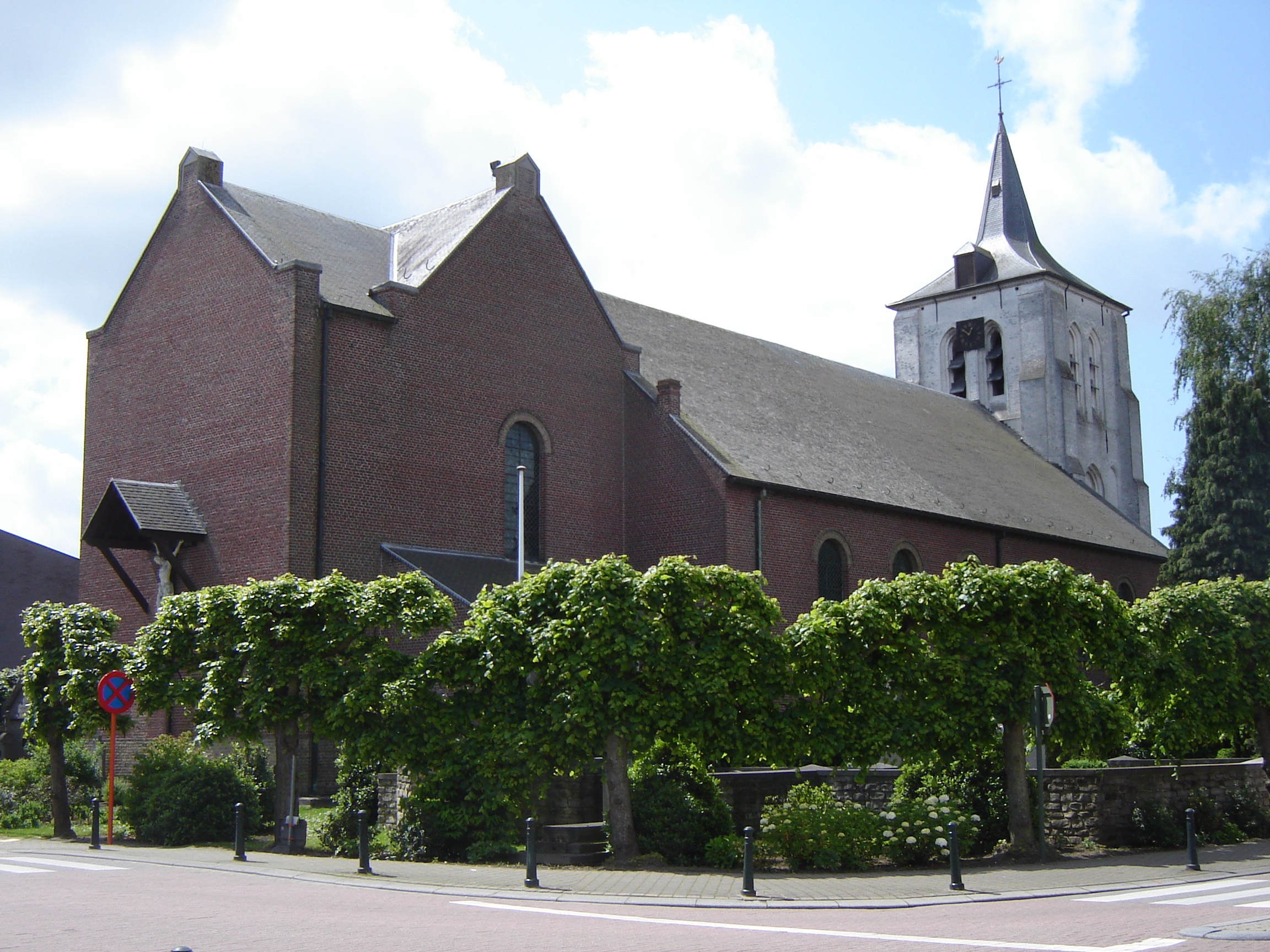
Église Saint-Laurent (Sint-Laurentiuskerk)

- L'église Saint-Laurent abritant des fonts baptismaux romans en pierre calcaire de Tournai.

- Le Vloethemveld qui est un ancien dépôt de munitions.
- Sentiers pédestres.
- Deux pistes cyclables : (Boschvogelroute et de Zilleghemroute).
- L'entreprise Flandria (Ateliers Claeys Flandria), un ancien fabricant de motocyclettes actif de 1894 à 1981, était basée à Zedelghem

## Démographie

### Évolution démographique: Avant la fusion des communes
- 1919: scission de Veldegem érigé en commune à part entière (-7,68 km2 avec 2 264 habitants)

### Évolution démographique: Commune fusionnée
Contrairement au graph précédent, celui-ci indique la population de toutes les anciennes communes formant des sections de l'actuelle commune de Zedelghem soit Zedelghem, Loppem, Veldegem et Aertrycke.
- Source: DGS , de 1831 à 1981=recensements population; à partir de 1990 = nombre d'habitants chaque 1 janvier[5]

## Jumelage
| Ville | Ville | Pays | Pays      | Période     |
| ----- | ----- | ---- | --------- | ----------- |
|       | Reil  |      | Allemagne | depuis 2007 |